# 祓川 (三重県)
祓川（はらいがわ）は、三重県松阪市と多気郡多気町、同郡明和町を流れる櫛田川水系の河川。伊勢湾に注ぐ一級河川である。

## 地理
三重県松阪市と多気町の境の櫛田可動堰上流側で櫛田川から分流する。その後、松阪市と明和町の境を形成し、斎宮史跡の西側を流れ、多気郡明和町内で、伊勢湾に注ぐ。

## 歴史
この川は平安時代以前は櫛田川の河道の本道だったが、1082年（永保2年）7月の大洪水や地震により、現在の櫛田可動堰付近より下流にあった水田や村落が押し流されて現在の櫛田川の河道が形成されてしまい、それまで本川だった祓川は派川となったという。

## 流域の自治体
三重県
松阪市、多気郡多気町、明和町